# Henschia americanus
Henschia americanus är en insektsart som beskrevs av Alexander Fyodorovich Emeljanov 1966. Henschia americanus ingår i släktet Henschia och familjen dvärgstritar. Inga underarter finns listade i Catalogue of Life.